# Contractiele vacuole

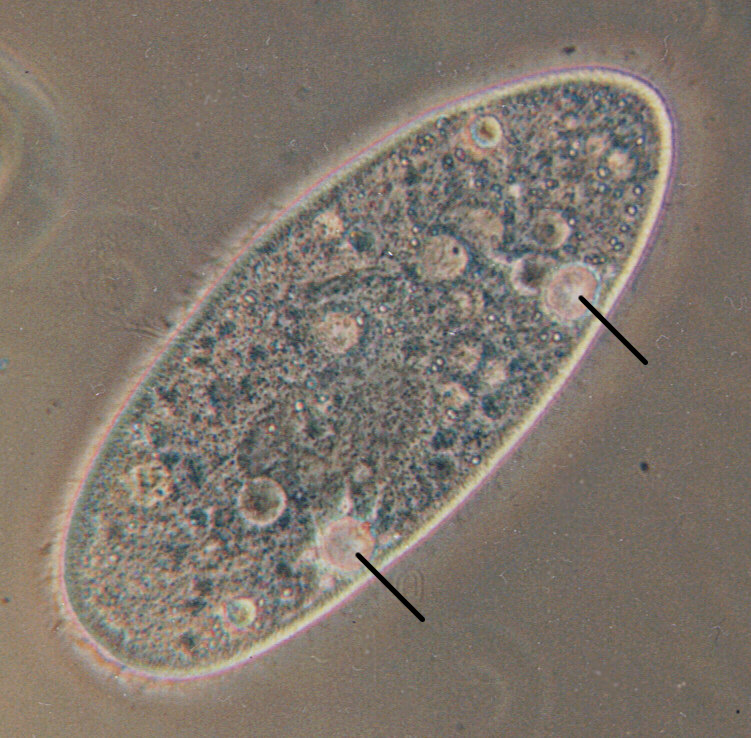
Protist Paramecium aurelia met contractiele vacuolen

Een contractiele vacuole (cv) is een subcellulaire structuur (organel) die betrokken is bij osmoregulatie. Ze komt voornamelijk voor in protisten en in eencellige algen. Ze was vroeger bekend als een pulserende vacuole.

## Overzicht
De contractiele vacuole is een gespecialiseerd type vacuole die de hoeveelheid water in een cel regelt. In zoetwateromgevingen is de concentratie van opgeloste stoffen hypotoon, lager buiten dan binnen de cel. Als dat zo is, zorgt osmose ervoor dat water zich ophoopt in de cel vanuit de omgeving. De contractiele vacuole is een onderdeel van een beschermend mechanisme dat lyse voorkomt die wordt veroorzaakt door te veel druk door te veel water in de cel.
De contractiele vacuole verdrijft water uit de cel door samen te trekken. De groei (waterverzameling) en contractie (wateruitdrijving) van de contractiele vacuole herhalen zich steeds in een cyclus. Een cyclus duurt enkele seconden. Dit is afhankelijk van de soort en de osmolariteit van de omgeving. Het stadium waarin water de cv instroomt, wordt diastole genoemd. Het samentrekken van de cv en het uitdrijven van water uit de cel wordt systole genoemd.
Water stroomt eerst van buiten de cel het cytoplasma in en wordt dan van het cytoplasma naar de contractiele vacuole verplaatst zodat het kan worden uitgedreven. Cellen die een contractiele vacuole hebben, gebruiken doorgaans altijd het organel. Dit doen ze zelfs in zeer hypertone omgevingen, omdat de cel de neiging heeft om zijn cytoplasma aan te passen zodat het nog hyperosmotischer te worden dan de omgeving. De hoeveelheid water die uit de cel wordt verdreven en de snelheid van de contractie wordt bepaald door de osmolariteit van de omgeving. In hyperosmotische omgevingen zal er minder water worden uitgestoten en zal de contractiecyclus langer duren.
De best begrepen contractiele vacuolen behoren tot de protisten Paramecium, Amoebe, Dictyostelium en Trypanosoma, en minder vaak de groene alg Chlamydomonas. Niet alle soorten met een samentrekkende vacuole zijn zoetwaterorganismen. Sommige parasieten, mariene en bodem-micro-organismen hebben ook een samentrekkende vacuole. De contractiele vacuole is overheersend bij soorten die geen celwand hebben, maar er zijn uitzonderingen (vooral Chlamydomonas) van cellen die wel een celwand en een contractiele vacuole hebben. Door evolutie is de contractiele vacuole verloren gegaan in meercellige organismen, maar het bestaat nog steeds in het eencellige stadium van verschillende meercellige schimmels, en in verschillende soorten cellen in sponzen (amoebocyten, pinacocyten en choanocyten).
Het aantal contractiele vacuolen per cel varieert. Dit is afhankelijk van de soort. Amoeben hebben er een, Dictyostelium discoideum, Paramecium aurelia en Chlamydomonas reinhardtii hebben er twee, en grote amoeben zoals Chaos carolinensis hebben er drie of meer. Het aantal contractiele vacuolen in elke soort is grotendeels constant en wordt daarom gebruikt voor het karakteriseren van soorten in de systematiek. De contractiele vacuole heeft in de meeste cellen verschillende structuren, zoals membraanplooien, tubuli, waterkanalen en kleine blaasjes. Deze structuren worden het spongioom genoemd; de contractiele vacuole samen met het spongioom wordt soms het contractiele vacuole-complex (cvc) genoemd. Het spongioom heeft verschillende functies bij het transport van water naar de contractiele vacuole en bij het lokaliseren en koppelen van de contractiele vacuole in de cel.
Paramecium en Amoeba hebben grote samentrekkende vacuolen (bij de Paramecium 13 micrometer en bij de amoeba 45 micrometer, respectievelijk), die relatief eenvoudig zijn om te isoleren, te manipuleren en te testen. De kleinst bekende contractiele vacuolen zijn die van de Chlamydomonas, die een diameter van 1,5 micrometer hebben. In Paramecium, dat een van de meest complexe contractiele vacuolen heeft, is de vacuole omgeven door verschillende kanalen die water door osmose uit het cytoplasma opnemen. Nadat de kanalen zich met water hebben gevuld, wordt het water in de vacuole gepompt. Wanneer de vacuole vol is, wordt het water verdreven door een porie in het cytoplasma die kan worden geopend en gesloten. Andere protisten, zoals amoeben, hebben contractiele vacuolen die naar het oppervlak van de cel gaan wanneer ze vol zijn en exocytose ondergaan. In amoeba verzamelen contractiele vacuolen afval van de uitscheiding, zoals ammoniak, uit de intracellulaire vloeistof door diffusie en actief transport.

## Waterstroom in de cv

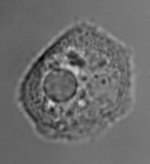
Een Dictyostelium discoideum (slijmschimmel) cel met een prominente contractiele vacuole aan de linkerkant

De manier waarop water de contractiele vacuole binnenkomt was jarenlang een mysterie, maar verschillende ontdekkingen sinds de jaren 1990 hebben geleid tot een beter begrip van deze kwestie. Water zou in theorie door osmose het membraan van de cv kunnen passeren, maar alleen als de binnenkant van de cv hyperosmotisch (hogere concentratie opgeloste stoffen) is vergeleken met het cytoplasma. De ontdekking van protonpompen in het cv membraan en de directe meting van ionenconcentraties in de cv met behulp van micro-elektroden leidde tot het volgende model: het pompen van protonen in of uit de cv zorgt ervoor dat verschillende ionen de cv binnendringen. Zo werken sommige protonenpompen als kationenwisselaars, waarbij een proton uit de cv wordt gepompt en tegelijkertijd een kation in de cv wordt gepompt. In andere gevallen slepen protonen die in de cv worden gepompt anionen mee (bv. carbonaat) om de pH in evenwicht te brengen. Deze ionenstroom in de cv zorgt voor een toename van de osmolariteit van de cv en als gevolg daarvan komt water door osmose de cv binnen. Van ten minste enkele soorten is aangetoond dat water via aquaporines de contractiele vacuole binnendringt.
Van acidocalcisomen wordt verondersteld dat ze naast de contractiele vacuole werken bij het reageren op osmotische stress. Ze zijn te vinden in de buurt van de vacuole in Trypanosoma cruzi en blijken te fuseren met de vacuole wanneer de cellen worden blootgesteld aan osmotische stress. Vermoedelijk lozen de acidocalcisomen hun ionen in de contractiele vacuole, waardoor de osmolariteit van de vacuole toeneemt.

## Onopgeloste problemen
De cv bestaat niet in hogere organismen, maar sommige van zijn unieke kenmerken worden door hen gebruikt in hun osmolariteit regulerende mechanismen. Onderzoek naar de cv kan ons daarom helpen begrijpen hoe osmoregulatie bij alle soorten werkt. Veel problemen over de cv blijven onopgelost:
SamentrekkingHet is niet helemaal bekend waardoor het cv-membraan samentrekt en of het een actief proces is dat energie kost of een passieve ineenstorting van het cv-membraan. Bewijs voor betrokkenheid van actine en myosine, belangrijke contractiele eiwitten die in veel cellen worden aangetroffen, is dubbelzinnig.
MembraansamenstellingHoewel bekend is dat verschillende eiwitten het membraan van het cv decoreren (V−H+−ATPasen, aquaporines), ontbreekt een volledige lijst. De samenstelling van het membraan zelf en de overeenkomsten en verschillen met andere celmembranen zijn ook niet duidelijk.
Inhoud van de cvVerschillende onderzoeken hebben de ionenconcentraties in enkele van de grootste cv's aangetoond, maar niet in de kleinste (zoals in het belangrijke modelorganisme Chlamydomonas rheinhardii). De redenen en mechanismen voor ionenuitwisseling tussen de cv en het cytoplasma zijn niet helemaal duidelijk.